# Вишнівчицька сільська рада (Чемеровецький район)
Вишні́вчицька сільська́ ра́да — колишня адміністративно-територіальна одиниця та орган місцевого самоврядування в Чемеровецькому районі Хмельницької області. Адміністративний центр — село Вишнівчик.

## Загальні відомості
- Територія ради: 9,109 км²
- Населення ради: 3 104 особи (станом на 2001 рік)
- Територією ради протікає річка Батіжок

## Населені пункти
Сільській раді були підпорядковані населені пункти:
- с. Вишнівчик
- с. Завадівка
- с. Слобідка-Скипчанська

## Склад ради
Рада складалася з 20 депутатів та голови.
- Голова ради: Столаба Галина Миколаївна
- Секретар ради: Курій Олександр Іванович

### Керівний склад попередніх скликань
| Прізвище, ім'я, по батькові | Основні відомості                                                                                  | Дата обрання | Дата звільнення |
| --------------------------- | -------------------------------------------------------------------------------------------------- | ------------ | --------------- |
| Столаба Галина Миколаївна   | Сільський голова, 1960 року народження, освіта вища, член Всеукраїнського об'єднання «Батьківщина» | 26.03.2006   | 31.10.2010      |
| Столаба Галина Миколаївна   | Сільський голова, 1960 року народження, освіта вища, безпартійний                                  | 31.10.2010   |                 |

Примітка: таблиця складена за даними сайту Верховної Ради України

### Депутати
За результатами місцевих виборів 2010 року депутатами ради стали:

#### За суб'єктами висування
| Суб'єкт висування                 | Кількість обраних депутатів | %  |
| --------------------------------- | --------------------------- | -- |
| Самовисування                     | 19                          | 95 |
| Політична партія «Сильна Україна» | 1                           | 5  |

#### За округами
| № округу                          | Прізвище, ім'я, по батькові      | Дата визнання обраним | Освіта             | Партійна приналежність | Відомості про обраного депутата                                                                                   |
| --------------------------------- | -------------------------------- | --------------------- | ------------------ | ---------------------- | --- |
| Політична партія «Сильна Україна» |                                  |                       |                    |                        | |
| 11                                | Атаманюк Ірина Володимирівна     | 02.11.2010            | вища               | позапартійна           | Завадівська НВО І-ІІ ст., директор                                                                                |
| Самовисування                     |                                  |                       |                    |                        | |
| 1                                 | Весна Валерій Іванович           | 02.11.2010            | вища               | позапартійний          | приватний підприємець                                                                                             |
| 2                                 | Старушок Лілія Іванівна          | 02.11.2010            | вища               | позапартійна           | Вишнівчицька загальноосвітня школа І-ІІІ ст., директор                                                            |
| 3                                 | Пентій Віктор Володимирович      | 02.11.2010            | середня            | член Партії регіонів   | Чемеровецька філія «Хмельницькгаз», інспектор по газу                                                             |
| 4                                 | Незборецька Тетяна Анатоліївна   | 02.11.2010            | середня спеціальна | позапартійна           | Вишнівчицький дитячий садок, вихователь                                                                           |
| 5                                 | Пантелеймонов Ігор Олександрович | 02.11.2010            | вища               | позапартійний          | ТОВ «Оболонь-Агро», агроном                                                                                       |
| 6                                 | Загородний Олександр Григорович  | 02.11.2010            | вища               | позапартійний          | ТОВ «Оболонь-Агро», механік                                                                                       |
| 7                                 | Буряківський Анатолій Вікторович | 02.11.2010            | вища               | позапартійний          | приватний підприємець                                                                                             |
| 8                                 | Олійник Тетяна Романівна         | 02.11.2010            | вища               | позапартійна           | Завадівська загальноосвітня школа І-ІІ ст., вчитель                                                               |
| 9                                 | Ткачук Катерина Михайлівна       | 02.11.2010            | середня спеціальна | позапартійна           | Вишнівчицька сільська рада, касир                                                                                 |
| 10                                | Теслюк Тетяна Євгенівна          | 02.11.2010            | середня спеціальна | позапартійна           | Вишнівчицький дитячий садок, завідувач                                                                            |
| 12                                | Ткачук Олена Михайлівна          | 02.11.2010            | середня            | позапартійна           | Територіальний центр надання соціальних послуг населенню Чемеровецької райдержадміністрації, соціальний працівник |
| 13                                | Калатанова Лариса Олександрівна  | 02.11.2010            | середня спеціальна | позапартійна           | Вишнівчицька сільська рада, бухгалтер                                                                             |
| 14                                | Роздайгора Валентина Степанівна  | 02.11.2010            | середня            | позапартійна           | Територіальний центр надання соціальних послуг населенню Чемеровецької райдержадміністрації, соціальний працівник |
| 15                                | Курій Олександр Іванович         | 02.11.2010            | вища               | позапартійний          | Вишнівчицька сільська рада, секретар                                                                              |
| 16                                | Кучерявий Анатолій Миколайович   | 02.11.2010            | середня спеціальна | позапартійний          | Вишнівчицька сільська рада, землевпорядчик                                                                        |
| 17                                | Флінта Микола Петрович           | 02.11.2010            | вища               | позапартійний          | пенсіонер |
| 18                                | Кухар Олександр Васильович       | 02.11.2010            | середня            | позапартійний          | сільський клуб, директор                                                                                          |
| 19                                | Мельник Віталій Миколайович      | 02.11.2010            | середня спеціальна | позапартійний          | ТОВ «Оболонь-Агро», ветеринарний лікар                                                                            |
| 20                                | Кримська Валентина Михайлівна    | 02.11.2010            | середня            | позапартійна           | ТОВ «Оболонь-Агро», завідувач фермою                                                                              |